# David Arellano
David Alfonso Arellano Mayorga (* 29. Juli 1902 in Santiago de Chile; † 3. Mai 1927 in Valladolid, Spanien) war ein chilenischer Fußballspieler. Er soll 1927 der Erfinder des Fallrückziehers gewesen sein. Mit der chilenischen Nationalmannschaft bestritt er sechs Spiele.

## Leben
David Arellano wurde am 29. Juli 1902 geboren. Er interessierte sich, zusammen mit seinen Brüdern Francisco und Alberto, schon früh für Sport und vor allem für Fußball. Während seiner Studienzeit an der Universität von Chile engagierte er sich stark für den Fußball und versuchte den Fußball populär zu machen. Er versuchte einen Fußballverein zu gründen, der aber schon nach relativ kurzer Zeit wieder aufgelöst wurde. Als er im vierten Studienjahr war, wurde er von Enrique Abello entdeckt, der für den chilenischen Fußballverein Club Deportivo Magallanes nach jungen Spielern suchte.

## Karriere
David Arellano debütierte 1919 im Alter von 17 Jahren im Trikot von Magallanes. Gleichzeitig spielte er aber auch noch in der Mannschaft seiner Universität und zeigte trotz seiner kleinen Statur enorme Energie. In den Jahren 1920 und 1921 gewann er mit Magallanes die Copa República der Asociación de Football de Santiago – in Ermangelung einer nationalen Meisterschaft vor 1933 der höchste verfügbare Titel. Im Jahr 1924 spielte er das erste Mal in der chilenischen Nationalelf.
1925 war er einer der Rädelsführer einer Abspaltung von Magallanes, die am 19. April 1925 zur Gründung von CSD Colo-Colo führte. Arellano war deren erster Kapitän und gewann mit dem Verein die Liga Metropolitana. Mit dem chilenischen Nationalteam bestritt er insgesamt sechs Länderspiele, in denen er sieben Tore erzielte. Er gehörte zum chilenischen Aufgebot zu den Südamerikameisterschaften von 1924 und 1926, wo er Spielführer war.
Während einer internationalen Reise von Colo-Colo, die durch Amerika und Europa führte, schoss Arellano im Spiel gegen Spanien ein Tor per Fallrückzieher. Ob er damit der Erfinder dieses Tricks war, ist nicht belegt, sicher ist aber, dass er damit die spanischen Reporter und Gegenspieler überraschte, welche diesen Trick la chilena tauften. Wenige Tage nach diesem Spiel stieß Arellano in Valladolid mit einem Spieler von Real Unión Deportiva zusammen, wobei er sich schwer verletzte. Doch der als Kämpfer bekannte Spieler weigerte sich vehement das Feld zu verlassen und spielte, trotz einer (wie sich hinterher herausstellte) Bauchfellverletzung, weiter. Wenige Stunden nach dem Spiel fiel er in ein Koma und starb am 3. Mai 1927 an seiner Verletzung.

## Ehre
- Die Mannschaft seines Vereins Colo-Colo trägt in Erinnerung an sein erstes Fußballidol einen schwarzen Streifen auf ihrem Trikot
- Im Jahr 1989 wurde das Stadion von Colo-Colo Santiago eröffnet und nach ihm benannt
- In der Hymne seines Vereins Colo-Colo wird er als einziger Spieler erwähnt